# أوست دويتشه

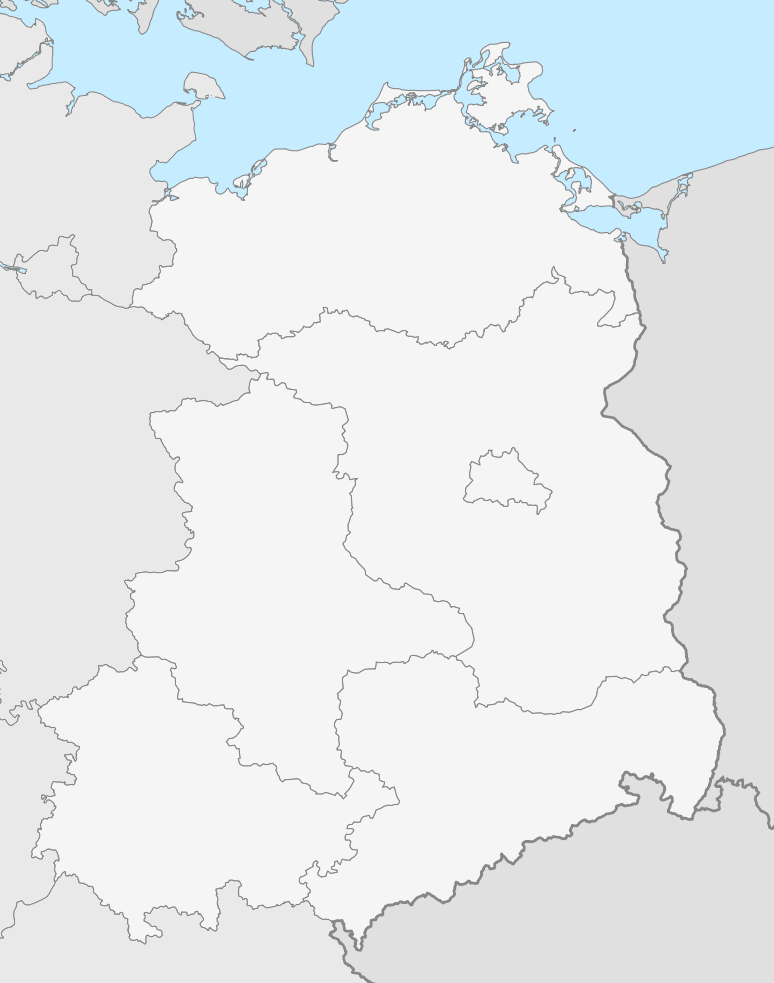

أوست دويتشه يشير إلى شرق ألمانيا. المصطلح له عدة معاني جغرافية وسياسية واجتماعية - ثقافية غير متطابقة. حتى نهاية الحرب العالمية الثانية، كان يشار إلى ألمانيا الشرقية عادة بأنها أجزاء من ألمانيا الواقعة شرق جبال الألب (شرق إلبيا). تشير فقط المقاطعات البروسية في بروسيا الشرقية وبوميرانيا الغربية وبروسيا الغربية وسيليزيا ومقاطعة بوزنان الواقعة شرق أودر. بعد عام 1945، كان للتعبير معنى مزدوج، لأنه كان يطلق على منطقة الاحتلال السوفيتي من عام 1949إسم ألمانيا الشرقية أيضًا، بينما بقي المعنى القديم قيد الاستخدام في جمهورية ألمانيا الاتحادية الغربية. كانت أراضي ألمانيا الشرقية تسمى ألمانيا الوسطى. في الوقت الحاضر، يستخدم المصطلح أوست دويتشه (ألمانيا الشرقية) بالمعنى السياسي والاقتصادي كمرادف للولايات الجديدة.

## الجغرافيا التاريخية
بالنسبة لألمانيا الشرقية، فإن نهر إلبه يعادل نهر الراين لألمانيا الغربية. يتدفق النهر عبر المنطقة ويشكل اهمية كبيرة لها.

## بعد فترة الحرب
بعد عام 1945، وخاصة بعد تقسيم ألمانيا في عام 1949، تغير استخدام اللغة، وفي ألمانيا الغربية استخدم مصطلح «الأراضي الشرقية الألمانية» رسميًا للإشارة إلى المناطق الشرقية للإمبراطورية الألمانية. تم تجنب استخدام مصطلح «ألمانيا الشرقية» في جمهورية ألمانيا الديمقراطية (GDR) في الاوساط الرسمية، وكان ذلك أيضًا بسبب القانون الدستوري والدولي. بالإضافة إلى ذلك، كانت هناك مصطلحات مستخدمة مثل" منطقة الاحتلال السوفيتي" (SBZ) في جمهورية ألمانيا الفيدرالية وفي وقت لاحق أيضًا ألمانيا الوسطى ككلمات بديلة لعبارة «GDR جمهورية ألمانيا الديمقراطية». مع إنشاء علاقات تقارب جديدة ومعاهدات مع بولندا والعودة إلى حدود خط أودر-نايسه، تم استخدام اسم جمهورية ألمانيا الديمقراطية بدلا من المنطقة الشرقية (ألمانيا الشرقية). ومع ذلك، استخدمت بعض صحف ألمانية الغربية مصطلح ألمانيا الشرقية للإشارة إلى «جمهورية ألمانيا الديمقراطية» في السنوات الأولى من تأسيس الجمهورية الاتحادية.